# Giuseppe Jannacconi
Giuseppe Jannacconi   (Roma, 1740 - Roma, 16 de març de 1816), fou un compositor italià.
Fou un dels últims representants de l'escola anomenada romana. Fou deixeble de Andrea Basili i Lorenzo Baini, com a mestre de capella de la Basílica de Sant Pere de Roma, el 1811 succeí al gran Nicola Zingarelli, el qual es negà a executar el Te Deum en honor del fill de Napoleó que llavors era Rei de Roma.
Entre les seves obres més importants hi figuren una Missa, unTe Deum, un Magnificat, un Dxit Dominus, i un Tu es Petrus, a 16 veus. Va compondre un cànon a 64 veus, un altre a 24, dos a 16 i un a 12; salms amb acompanyament instrumental o sense, motets, ofertoris, antífones, etc. El nombre de misses de les seves composicions en comprèn trenta a veus diverses.